# دستگاه گردش خون
دستگاه گردش خون (به انگلیسی: Circulatory system) یکی از دستگاه‌های بدن است که کار آن به گردش درآوردن خون در بدن به منظور رساندن غذا (آمینواسید، الکترولیت، لنف)، انواع گازهای مورد مصرف بدن همچون اکسیژن و دفع مواد زاید حاصل از متابولیسم سلول‌هاست. به‌طور کلی، چرخش خون در بدن به دو چرخه (گردش) ششی که در حین آن خون توسط قلب به درون شش‌ها هدایت شده و در آنجا اکسیژن دریافت می‌کند و چرخه سیستمیک (کل بدن منهای بخش گازی ریه) که در حین این چرخه خون توسط قلب به کل بدن هدایت شده و اکسیژن و مواد غذایی را به کل سلول‌های بدن می‌رساند، تقسیم می‌شود.

دستگاه گردش خون شامل تمام رگهای بدن به استثنای رگ‌های لنفی بوده و یک سیستم بسته به شمار می‌رود و بنابراین سلول‌ها و اجزای خون هرگز از رگ‌ها خارج نمی‌گردند. لازم به یادآوری است که در بسیاری از بی مهرگان، سیستم گردش خون، یک سیستم باز به شمار می‌رود.
بدن یک فرد بالغ به‌طور متوسط دارای ۳/۷ تا ۵٬۷ لیتر خون می‌باشد که دربرگیرنده پلاسما، سلول‌های قرمز خون، سلول‌های سفید خون و سایر اجزاء است.

## قلب
قلب یکی از اجزای اصلی دستگاه گردش خون در انسان‌هاست و با ضربان‌های خود خون را در رگ‌ها جاری می‌سازد. به جز ماهی‌ها که دستگاه گردش خون ساده دارند، دیگر مهره‌داران دارای گردش خون مضاعف هستند. در جریان خون ساده، خون تیره که تراکم دی‌اکسیدکربن بالا دارد، به قلب می‌آید. با ضربان قلب به آبشش‌ها رفته و پس از اینکه گازها را مبادله کرد بدون بازگشت به قلب، به طرف بافت‌های بدن می‌رود. در گردش خون مضاعف خون حاوی دی‌اکسیدکربن بالا پس از قلب به شش‌ها رفته اکسیژن و دی‌اکسیدکربن را مبادله می‌کند و به قلب بازمی‌گردد. پس از آن به گردش عمومی خون هدایت می‌شود و به سمت بافت‌ها و اندام‌ها می‌رود. قلب خزندگان، پرندگان و پستانداران چهار حفره‌ای می‌باشد. دو حفرهٔ بالا، دهلیز و دو حفرهٔ پایین بطن نام دارند. خون از سمت راست قلب به سمت شش‌ها می‌رود که این مسیر را گردش خون کوچک ششی می‌نامند. خونی که از شش‌ها می‌آید به سمت چپ قلب وارد می‌شود و از آنجا به سایر نقاط بدن منتقل می‌شود، این گردش را گردش بزرگ می‌نامند.

### ساختمان قلب
قلب به وسیلهٔ دو صفحهٔ عمود برهم به چهار حفره تقسیم می‌شود، دهلیز چپ و راست، بطن چپ و راست. دهلیز راست در قدام دهلیز چپ قرار دارد و بطن راست در قدام بطن چپ. دیواره قلب شامل سه لایه است:
- لایهٔ خارجی احشایی از پریکارد سروزی (اپی‌کارد)
- لایهٔ میانی ضخیم از عضلهٔ قلب (میوکارد)
- لایهٔ نازک داخلی (اندوکارد)

به مجموع لایه داخلی و خارجی قلب آبشامه می‌گوییم.
لایه داخلی پوشش حفره‌های دهلیز و بطن است. لایه میانی ماهیچه‌ای و ضخیم، بخش قابل انقباض قلب است و لایه خارجی پوشش پیوندی یا آبشامهٔ قلب را می‌سازد. بافت گرهی نوع دیگری از بافت ماهیچه‌ای در قلب است که کار هدایت و تولید تحریک‌های قلبی را بر عهده دارد.

### ویژگی‌های ماهیچهٔ قلب
میوکارد دهلیزها و بطن‌ها به شکل تارهایی ماهیچه‌ای و مستقل به انقباض در می‌آیند. تارهای ماهیچه‌ای به هم متصل هستند و تحریک را به یکدیگر منتقل می‌کنند. بافتی عایق در محل اتصال ماهیچهٔ دهلیزها به ماهیچهٔ بطن‌ها وجود دارد و از انتشار تحریک به جز طریق بافت گرهی خودداری می‌کند. قلب ماهیچه‌ای است خودکار و بافت گرهی، مرکز به وجود آمدن تحریک و انقباض آن است. سرعت انقباض قلب وابسته به اعصاب قلب است. منقبض شدن ماهیچهٔ قلب سیستول نامیده می‌شود و دیاستول بازگشت آن به حال آرامش است. این سیکل سیستول و دیاستول در طول زندگی فرد مکرراً ادامه دارد.

### بافت گرهی و خودکار قلب
بافت گرهی (بافت هادی به خاطر نقش هدایت‌کنندهٔ آن) میوکارد قلب را تحریک می‌کند. همهٔ تارهای ماهیچه‌ای قلب در جنین قادر به انقباض هستند، ولی با تمایز یافتن بافت ماهیچه‌ای قلب و افزایش قدرت انقباض تارها، این خاصیت میوکارد از بین می‌رود و فقط بافت گرهی قلب است که این ویژگی را حفظ می‌کند. بافت گرهی قلب از یک گره سینوسی - دهلیزی، یک گره دهلیزی - بطنی و رشته‌هایی در دیواره‌های بین دو بطن و درون میوکارد بطن‌ها ساخته شده‌است. گره اول که گره پیشاهنگ نامیده می‌شود جایگاه آغاز تحریکات طبیعی قلب است. محل این گره در پشت دیوارهٔ پشتی دهلیز راست، زیر منفذ بزرگ سیاهرگ زبرین است. گره پیشاهنگ بزرگتر از گره دهلیزی - بطنی است. تحریک تارهای ماهیچه‌ای این گره متناوب و خودبخودی است و به سایر تارهای بافت میوکارد قلب منتقل شده، آن‌ها را به انقباض درمی‌آورد. گره دهلیزی – بطنی کمی متمایل به دهلیز راست و در حد فاصل بین دهلیزها و بطن‌ها است. رشته‌هایی از بافت گرهی، گره‌های سینوسی – دهلیزی و دهلیزی - بطنی را به هم متصل می‌کنند. تحریک در گره سینوسی – دهلیزی ایجاد شده تمام ماهیچهٔ دهلیزها را فرا می‌گیرد، به گره دهلیزی – بطنی می‌رسد و به تارهای گرهی دیوارهٔ بین دو بطن منتقل می‌شود. سپس به نوک بطن و سراسر بافت گرهی میوکارد منتقل می‌شوند و سرانجام در میوکارد قلب انتشار می‌یابند. سرعت انتشار تحریک در گره دهلیزی – بطنی و تارهای بین دو بطن کم است و در شبکهٔ گرهی دیوارهٔ میوکارد زیاد. تحریک هم‌زمان در ماهیچهٔ هر دو بطن پخش می‌شود.

### گردش خون
شریان‌ها و وریدهای دستگاه گردش خون انسان جریانی پیوسته و تقریباً بدون نوسان را به مویرگ‌ها می‌رسانند به این صورت که دیواره کششی شریان‌های بزرگی نظیر آئورت، فشار خون پمپ شده توسط قلب در هر ضربان را در دیواره‌های ارتجاعی برای چند دهم ثانیه ذخیره می‌کنند و سپس تدریجاً آن را به خون وارد می‌کنند تا نهایتاً جریانی یکدست به مویرگ‌ها برای تبادل مواد برسد. گفتنی است افزایش سن چنانچه موجب رسوبگذاری چربی یا به‌طور کلی آرتریو اسکلروز (تصلب شرائین یا سفتی دیواره عروق) شود این خاصیت کمرنگ تر شده و اختلاف فشار سیستولی و دیاستولی بارزتر می‌شود.

## شریان‌ها
از گردش خون عمومی به ترتیب آئورت، شریان‌های اصلی مانند شریان وداجی و زیر ترقوه‌ای و سپس شریان‌های بزرگ و شریان‌های کوچک؛ کاملاً ویژگی عروق شریانی را دارند. به‌طور کلی شریان یک دیواره عضلانی دارد و اتساع پذیر است.
هر چه از شریان‌های اصلی دورتر شویم دیواره نازک‌تر می‌شود. پس از شریان‌های کوچک آرتریول‌ها را داریم که متاآرتریول‌ها و مویرگ‌ها از آن‌ها شاخه می‌گیرند. متاآرتریول‌ها و مویرگ‌ها دیواره عضلانی منظمی ندارند چرا که نقش آن‌ها عمدتاً تبادلی است و نه صرفاً انتقال خون. همچنین مویرگ‌ها در ابتدای خود واجد یک تک فیبر عضلانی هستند که می‌تواند بر حسب نیاز بافت خونرسانی آن را کم و زیاد کند.

## اهمیت بالینی
بیماری‌های مختلفی بر سیستم گردش خون تأثیر می‌گذارند، از جمله بیماری‌های قلبی عروقی که قلب و عروق خونی را درگیر می‌کنند، بیماری‌های هماتولوژیک مؤثر بر خون، مانند کم‌خونی، و بیماری‌های لنفاوی که سیستم لنفاوی را هدف قرار می‌دهند.

### بیماری های قلب و عروقی
بیماری های قلبی عروقی، که اغلب به عنوان "بیماری های سبک زندگی" شناخته می شوند، از عادات ورزشی، رژیم غذایی، سیگار کشیدن و سایر انتخاب های سبک زندگی فرد ناشی می شوند. پیش از این بیماری‌ها آترواسکلروز، که شامل تجمع پلاک‌های آتروماتوز در دیواره‌های شریان‌های متوسط و بزرگ است، رخ می‌دهد. این وضعیت می تواند منجر به انسداد، سندرم حاد کرونری، تشکیل آنوریسم یا تشریح شریان شود. علاوه بر این، بیماری‌های قلبی عروقی ممکن است شامل ایجاد ترومب‌ها یا لخته‌های خونی باشد که می‌تواند از وریدها یا شریان‌ها منشأ گرفته و منجر به ترومبوز وریدی عمقی، آمبولی ریوی، حملات ایسکمیک گذرا یا سکته شود. برخی از بیماری های قلبی عروقی اساس مادرزادی دارند، از جمله نقایص قلبی و گردش خون مداوم جنین، که در آن تغییرات گردش خون که باید پس از تولد رخ دهد، وجود ندارد. همه تغییرات مادرزادی با بیماری ها مرتبط نیستند.

### تحقیقات
سلامت و عملکرد سیستم گردش خون از طریق روش‌های مختلفی مانند گرفتن نبض، اندازه‌گیری فشار خون و استفاده از گوشی پزشکی ارزیابی می‌شود. الکتروکاردیوگرام و تکنیک‌های تهاجمی‌تر مانند قرار دادن کانولا یا کاتتر نیز استفاده می‌شود. آنژیوگرافی، که در آن یک رنگ به شریان تزریق می شود تا درخت شریانی را تجسم کند، می تواند برای قلب (آنژیوگرافی کرونری) یا مغز انجام شود. در این روش‌ها، می‌توان استنت‌ها را برای رفع انسداد وارد کرد و از کویل‌ها برای مدیریت خونریزی‌های فعال استفاده کرد. تصویربرداری رزونانس مغناطیسی (MRI) را می توان برای تصویربرداری شریان (MRI آنژیوگرافی) استفاده کرد، در حالی که CT آنژیوگرافی ریه برای ارزیابی خون رسانی به ریه ها استفاده می شود. سونوگرافی عروقی در بررسی بیماری های موثر بر سیستم وریدی و شریانی از جمله تشخیص تنگی، ترومبوز یا نارسایی وریدی مفید است. سونوگرافی داخل عروقی با استفاده از کاتتر نیز یک گزینه است.

## موجودات دیگر
سیستم گردش خون باز که در ملخ‌ها و برخی بی مهرگان یافت می‌شود از قلب، عروق و همولنف تشکیل شده است. همولنف از طریق قلب، به داخل آئورت پمپ می‌شود، در سر و هموکول پراکنده می‌شود، سپس به قلب بازمی‌گردد. در مقابل، مهره داران، از جمله انسان، دارای یک سیستم گردش خون بسته هستند که در آن خون در شبکه ای از شریان‌ها، سیاهرگ‌ها و مویرگ‌ها باقی می‌ماند. ابتدایی‌ترین فیلاهای جانوری فاقد سیستم گردش خون هستند. سیستم لنفاوی، موجود در حیوانات با گردش خون بسته، یک مسیر اضافی برای بازگشت مایع بینابینی اضافی به خون فراهم می‌کند. سیستم عروق خونی احتمالاً در بیش از ۶۰۰ میلیون سال پیش در یک اجداد تری پلوبلاست ایجاد شده است، در حالی که تصور می‌شود اندوتلیوم در مهره داران باستانی در حدود ۵۱۰ تا ۵۴۰ میلیون سال پیش تکامل یافته است.